# Hidefumi Toki
Hidefumi Toki (Japans: 土岐 英史, Toki Hidefumi) (Kōbe,  1 februari 1950 – Tokio, 26 juni 2021) was een Japanse jazzsaxofonist (alt- en sopraansaxofoon).

## Levensloop
Hidefumi Toki werkte vanaf de late jaren 60 in de Japanse jazzscene. In 1971 nam hij zijn debuutalbum op, met Masahiko Satoh, Masahiko Togashi, Joe Mizuki, Hozumi Tanaka, Isamu Harada en Toshiyuki Miyama's New Herd Orchestra (Toki, Polydor). In de jaren erna speelde hij met o.m. Sadao Watanabe, Kazumi Watanabe, Shigeharu Mukai en Yoshio Otomo in de groep Alto-Madness (LP Lover Man). In 1975 maakte hij met Kazumi Watanabe, Nobuyoshi Ino en Steve Jackson het album Toki (Three Blind Mice), gevolgd door Sky View (met dit kwartet, aangevuld met Mikio Masuda). Met Warren Smith nam hij de EP Duologue/Heritage (RCA, 1977) op, en met Reggie Workman, Joe Chambers en Tommy Flanagan City (Baystate, 1978).
In de vroege jaren 80 nam Toki met Naoya Matsuoka Pacific Jam op en met zijn band Toki & Samba Friends de plaat Brazil (ブラジル, Burajiru; 1981, met eigen composities en nummers van Ary Barroso, Durval Ferreira en Antonio Carlos Jobim). Op zijn funk-album 1:00 A.M. (Meldac) speelde hij o.a. met Leon Ndugu Chancler, Patrice Rushen, David T. Walker en Freddie Washington. Verder speelde hij in de jaren 80 en 90 mee op opnames van Yasuko Agawa, Tohru Tsuzuki, Masahiro Andoh, Shinobu Ito, Masato Imazu en Masahiko Satoh. Volgens discograaf Tom Lord deed hij in de jazz tussen 1971 en 2009 mee aan 28 opnamesessies.
Toki overleed op 71-jarige leeftijd aan kanker.

## Discografie (selectie)
- In a Sentimental Mood (Fun House, 1992), met Hiromasa Suzuki, Soichi Noriki, Ikuo Sakurai, Motohiko Hino
- The Good Life (Fun House, 1993), met Manabu Oishi, Benisuke Sakai, Motohiko Hino
- Night Cruise (Fun House, 1995), met Manabu Oishi, Fumio Nishiyama, Junichiro Matsukawa, Hideki Matsubara, N. Numazawa